# 奈良県立橿原公苑陸上競技場
奈良県立橿原公苑陸上競技場（ならけんりつかしはらこうえんりくじょうきょうぎじょう）は、奈良県橿原市の奈良県立橿原公苑内にある陸上競技場。球技場としても使用される。
なお、奈良県では2031年の国民スポーツ大会の開催が予定されており、奈良県と橿原市では県立橿原公苑と市営橿原運動公園の用地を全面交換（差額は金銭補償）する計画が進められている（奈良県立橿原公苑を参照）。

## 施設概要
- 日本陸上競技連盟第2種公認
- トラック：400m×8レーン（直線100mコースのみ9レーン）、3000メートル障害用水濠
- 天然芝グラウンド
- 収容人員：5,000人（メインスタンド：3,000人、バックスタンド：2,000人）

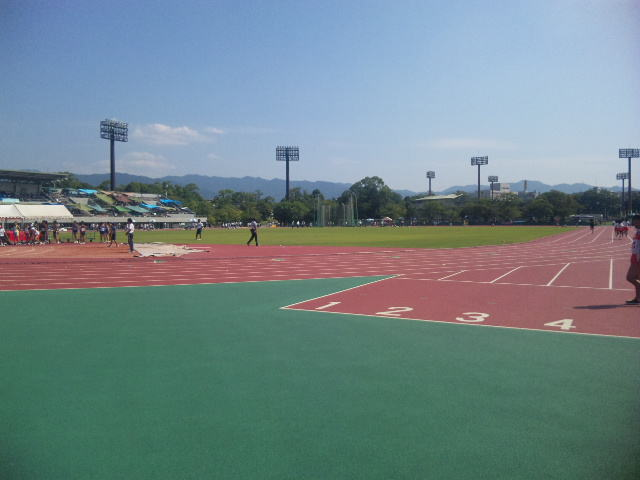
競技場内

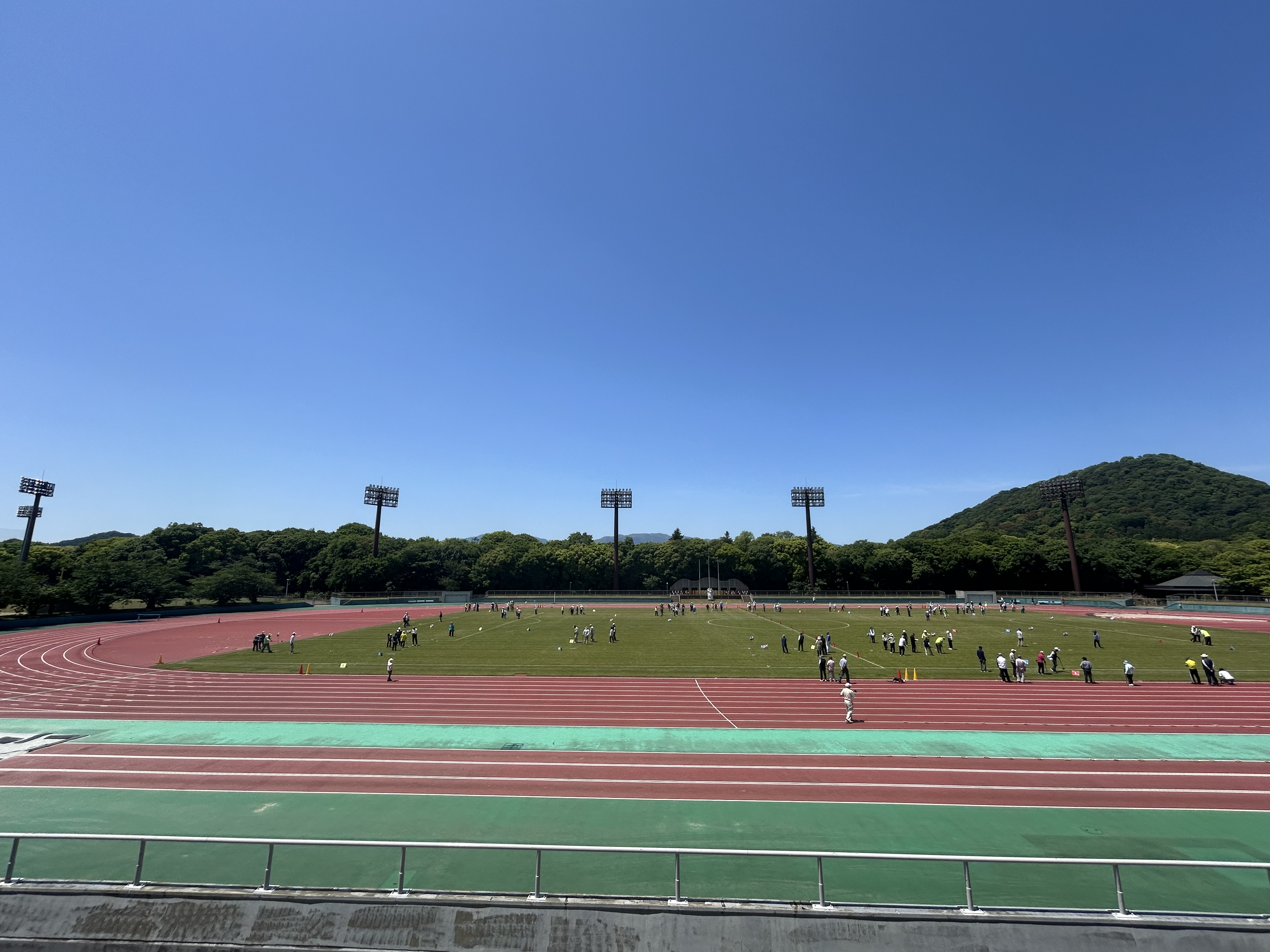
観客席から見たとき

- 照明設備：あり（1,500Lx）

## 主な開催イベント
- 第1回大日本学徒体育振興大会（1942年・この大会の1部門が「幻の甲子園」）
- 第1回国民体育大会自転車競技（1946年）
- 2002 FIFAワールドカップのチュニジア代表のキャンプ地
- JFL（奈良クラブ、飛鳥FC）、関西サッカーリーグ公式戦（ディアブロッサ高田FCなど）
- ジャパンラグビートップリーグ公式戦
- 2020年東京オリンピックの聖火リレーでセレブレーション会場となった、聖火ランナーは公募により1万人程度が選ばれた、聖火リレーについて、組織委員会はスポンサー企業4社と各都道府県実行委員会が行ったランナー公募に延べ53万5717件の応募があったと発表した[2]。
- 令和6年7月15日に行われた陸上競技記録会で、久保凛が女子800mの日本記録を更新した（1分59秒93。日本人女子初の2分切り）[3]。

## 交通
- 近鉄橿原線「畝傍御陵前駅」より徒歩10分
- 近鉄橿原線・近鉄南大阪線「橿原神宮前駅」より徒歩10分